# Oktoberkragesläktet
Oktoberkragesläktet (Leucanthemella) är ett släkte i familjen korgblommiga växter med ett två arter från tempererade Europa och Asien. Arten oktoberkrage (L. serotina) odlas ibland som trädgårdsväxt i Sverige.
- Wikimedia Commons har media som rör Oktoberkragesläktet.